# Una cosa più grande
Una cosa più grande è un singolo del cantautore italiano Ermal Meta, pubblicato il 4 marzo 2022 e cantato in duetto con Giuliano Sangiorgi, leader del gruppo musicale Negramaro.

## Descrizione
Meta commenta così il brano:

## Accoglienza
Ilario Luisetto, recensendo il brano per Recensiamo Musica, assegna un punteggio di 7,5 su 10. Luisetto si sofferma sulle «due voci dotate di una propria riconoscibilità [che] si uniscono in un traccia che ben rappresenta entrambi».

## Video musicale
Nello stesso giorno è stato pubblicato anche il video musicale del brano, diretto da Giacomo Triglia, in cui viene mostrato il modello di macchina fotografica Praktica della Pentacon realizzato ai tempi del Muro di Berlino, ed è un inno alla speranza.

## Tracce
1. Una cosa più grande (feat. Giuliano Sangiorgi) – 3:24